# (31898) 2000 GC1
2000 جي سي 1 (ويعرف أيضًا باسم (31898) 2000 جي سي 1 وفق تسمية الكوكب الصغير) (بالإنجليزية: 2000 GC1)‏ هو كويكب ضمن حزام الكويكبات؛ وترتيبه 31898 من حيث الاكتشاف.
اكتُشف هذا الجُرم الفلكي بواسطة بحث لنكولن عن الكويكبات القريبة من الأرض في 2 أبريل 2000.

## وصلات خارجية
- (31898) 2000 GC1 في قاعدة بيانات مختبر الدفع النفاث لأجرام النظام الشمسي الصغيرة

- الاكتشاف · مخطط المدار ·  العناصر المدارية · المعلمات المادية

- (31898) 2000 GC1 على موقع ويكي سكاي: DSS2, SDSS, GALEX, IRAS, Hydrogen α, X-Ray, Astrophoto, Sky Map, Articles and images